# Xolo Maridueña
Ramario Xolo Ramirez (født 8. juni 2001), kendt som Xolo Maridueña, er en amerikansk skuespiler. Han er bedst kendt i Netflix-serien Cobra Kai, hvor han spiller rollen som Miguel Diaz.

## Personal life
Maridueña blev født i Los Angeles, Californien. Han er af mexicansk, cubansk og ecuadoriansk herkomst. Hans navn stammer fra Nahuatl Lord, Xolotl. Han er også en streamer på Twitch & streams spil på sin kanal Xolo Crunch.
| År        | Titel                  | Rolle          | Bemærkninger                       |
| --------- | ---------------------- | -------------- | ---------------------------------- |
| 2012-2015 | Parenthood             | Victor Graham  | Hovedrolle; 51 episoder            |
| 2013      | Dealin' with Idiots    | Manny          |                                    |
| 2013      | Major Crimes           | Stefan Camacho | Episode: "Engageringsregler"       |
| 2016      | Mack & Moxy            | Trooper Xolo   | Episode: "STEM Strong"             |
| 2016      | Rush Hour              | Esajas         | Episode: "Captain Coles playliste" |
| 2016      | Furst Born             | Shawn          | Tv-film                            |
| 2017      | Twin Peaks             | Dreng (1956)   | Episode: "Del 8"                   |
| 2018      | Noches con Platanito   | Ham selv       | TV program                         |
| 2018-2025 | Cobra Kai              | Miguel Diaz    | Hovedrolle; 30 episoder            |
| 2019-nu   | Victor and Valentino   | Andres         | Stemme rolle                       |
| 2019-nu   | Cleopatra in Space     | Zaid           | Stemme rolle                       |
| 2021      | The Netflix Afterparty | Ham selv       | Episode: Cobra KAi                 |